# Ismael Kirui
Ismael Kirui (* 20. února 1975) je bývalý keňský atlet, běžec, dvojnásobný mistr světa v běhu na 5000 metrů.

## Sportovní kariéra
První mezinárodní úspěch získal v patnácti letech – vybojoval stříbrnou medaili v běhu na 10 000 metrů na světovém juniorském šampionátu v roce 1990, o dva roky později zopakoval stejný výsledek v Soulu na poloviční trati. Mistrem světa na 5000 metrů mezi dospělými se stal v roce 1993 (ve svých osmnácti letech), titul na této trati obhájil na následujícím šampionátu v roce 1995.

## Osobní rekordy
- 5000 metrů – 13:02,75 (1993 a 1995)
- 10 000 metrů – 27:06,59 (1995)